# Svjetski dan zdravlja
Svjetski dan zdravlja (eng.  World Health Day) obilježava se 7. travnja svake godine pod pokroviteljstvom Svjetske zdravstvene organizacije (WHO).
Prvi sastanak Svjetske zdravstvene skupštine koju je organizirala Svjetska zdravstvena organizacija održana je 1948. godine. Odlukom skupštine 7. travnja određen je za Svjetski dan zdravlja i počeo se slaviti od 1950. godine.
Ovaj dan se obilježava kako bi se izgradila svijest o određenoj temi koja je vezana za zdravlje čime bi se skrenula pažnja na prioritetna područja koje su briga Svjetske zdravstvene organizacije. Aktivnosti vezane za tu određenu temu, kao i sredstva potrebna za njih, ne smiju se odnositi samo na dan 7. travnja, već bi se o njima trebalo voditi računa tijekom cijele godine.

## Podrijetlo
Sze i drugi delegati lobirali su i usvojena deklaracija kojom se traži međunarodna konferencija o zdravstvu. Upotreba riječi "svijet", a ne "međunarodno", isticala je uistinu globalnu prirodu onoga što je organizacija željela postići. Ustav Svjetske zdravstvene organizacije potpisale su 22. srpnja 1946. sve 51 zemlje Ujedinjenih naroda i još 10 zemalja. Time je postala prva specijalizirana agencija Ujedinjenih naroda na koju se pretplatila svaka članica. Njegov je ustav formalno stupio na snagu prvog Svjetskog dana zdravlja, 7. travnja 1948., kad ga je ratificirala 26. država članica.